# فيليكس فيلار
فيليكس فيلار (بالإنجليزية: Felix Villars) (و. 1921 – 2002 م) هو فيزيائي، وأستاذ جامعي من سويسرا . ولد في بيال .
وكان عضواً في الأكاديمية الأمريكية للفنون والعلوم .

## التعليم
تعلم في المعهد الفدرالي للتكنولوجيا بزورخ

## مناصب وهيئات
أدار معهد ماساتشوستس للتكنولوجيا.

## جوائز
حصل على جوائز منها:
- زمالة غوغنهايم.